# Unicidad
La unicidad es la cualidad de ser único, irrepetible, solo, singular. Unicidad puede referirse a algunos de los siguientes términos. Debido a esto, se toma al término referido como existencia.

## Unicidad (Matemáticas)
En matemáticas, el concepto de unicidad es importante y aparece en varios contextos:
- El más importante se refiere a la unicidad de la solución de un problema matemático. En ese tipo de contextos es frecuente que exista un teorema de unicidad que pruebe que existe una y solo una solución, este tipo de teoremas siempre usa la misma idea básica presupone que existen dos soluciones S1 y S2 y de las propiedades que debe tener una solución concluye que necesariamente S1 = S2.
- Un caso similar es la unicidad de un objeto, o el hecho de las propiedades de cierto objeto definido matemáticamente hace que éste sea único. Dado un objeto que cumpla con una cierta definición, entonces otro objeto que cumpla también la definición debe entonces ser igual o equivalente al primero. Por ejemplo los axiomas de Peano garantizan que el conjunto de los números naturales es único, o que dados dos conjuntos que satisfacen dichos axiomas solo son representaciones diferentes de la misma estructura básica.
- En un sentido más reducido, la unicidad es una propiedad de una correspondencia entre dos conjuntos, que hace de esa correspondencia una función matemática propiamente dicha. Esa propiedad de unicidad, que significa que "cada elemento de un conjunto A, está relacionado con un único (uno y solo un) elemento del conjunto B. Se simboliza con {\displaystyle \scriptstyle f\colon A\to B}.

## Unicidad (Electrostática)
Teoría de Campos Electromagnéticos (Electrostática): Existe un teorema conocido como el teorema de la unicidad, que establece que "si una función potencial satisface a la ecuación de Poisson en toda la región y cumple con las condiciones de borde en la superficie de los conductores, esta función es única.", este enunciado, se conoce como teorema de unicidad del potencial.

## Unicidad (filosofía)
El principio de unicidad explica que cada suceso, cada evento tiene la característica de su singularidad, de su particularidad. Podrán existir seres, objetos, personas, eventos o circunstancias similares, pero nunca las mismas.

## Unicidad (Gerencia de Proyectos)
Una característica de los proyectos es su unicidad que significa que son únicos e irrepetibles, en efecto, las experiencias pasadas suelen ser de gran utilidad como referente en todo el ciclo, pero cada proyecto tiene su propio escenario y sus características particulares (montos de las inversiones, capacidad tecnológica, ubicación, necesidad de recursos, momento de realización, fuentes y formas de financiación, etc).

## Unicidad de Dios (Teología Cristiana)
La Unicidad de Dios es un término teológico que significa que Dios es único e indivisible, aunque se puede admitir que ese Dios único se ha manifestado de diferentes formas o modos a la humanidad.
Debido a la especificidad del término, no es aplicable a otras teologías cristianas clásicas sobre la unidad de Dios (como el unitarismo) ni a otras religiones monoteístas como el judaísmo y el islam en el mismo sentido de la cristiandad. La Unicidad afirma también que solo hay un Dios, y que, a diferencia de la Trinidad, en este Dios no hay una pluralidad de personas, y que Jesucristo es este único Dios.
Uno de los textos más usados por los creyentes de esta doctrina es "Escucha, Israel: Jehová nuestro Dios, Jehová uno es." Deuteronomio 6, 4. En su eterna naturaleza no hay distinción ni separación. Él es uno porque no hay otro fuera de Él (Mateo 12,29-32), Ni nadie más con él (Deuteronomio 32:39). Todos los nombres y títulos de la deidad como Dios, Señor, Padre, Verbo y Espíritu Santo, la doctrina de la Unicidad dicen que se refieren únicamente a Jesucristo.
A diferencia de los Trinitarios, los creyentes en la Unicidad hablan del Padre, del Hijo y del Espíritu Santo, como solo tres de las muchas manifestaciones en que Dios se ha presentado a la humanidad.